# Bataille d'Othée
La bataille d'Othée se déroule près de la ville de Tongres dans la plaine d'Othée, proche de la ville de Liège, le 23 septembre 1408. Elle oppose une troupe de nobles, de bourgeois et d'ouvriers liégeois à une armée commandée par le duc de Bourgogne Jean sans Peur, le comte Guillaume IV de Hainaut ainsi que le comte Guillaume II de Namur.

## Contexte historique
Jean III de Bavière, fils cadet d'Albert de Bavière, comte de Hainaut, de Hollande et de Zélande, petit-fils de l'empereur Louis IV de Bavière et frère de Guillaume IV, comte de Hainaut, est choisi, à 17 ans, pour succéder à Arnould de Hornes comme prince-évêque de Liège. Il est intronisé en grande pompe le 10 juillet 1390.
D'un naturel hautain et autoritaire, le prince-évêque s'entend mal avec les Liégeois attachés à leur franchises et libertés acquises au fil du temps. Un incident mineur en 1395 — des habitants de Seraing coupant, suivant un usage ancien, du bois dans une forêt appartenant au prince-évêque et condamnés pour ce délit — provoque ainsi un soulèvement de la population, sous l'impulsion d'une faction radicale, les hait-droits. En juillet 1403, ils nomment Henri de Hornes, seigneur de Perwez, mambour de la ville. Malgré quelques tentatives d'apaisement, comme la paix de Caster en décembre 1395 ou celle de Tongres en août 1403, le gouvernement arbitraire de Jean III fait basculer la ville dans l'insurrection : Jean III doit se réfugier à Maastricht en 1406. Un fils du seigneur de Perwez, Thierry, est nommé évêque par le pape d'Avignon Benoît XIII. La plupart des villes de la principauté de Liège sont en révolte, à l'exception de Saint-Trond et Maastricht.
Les Liégeois en révolte n'hésitent pas le 30 juin 1407 à exécuter des fidèles du prince-évêque. Jean de Bavière, assiégé à Maastricht par les Liégeois entre novembre 1407 et janvier 1408, puis à nouveau à partir de mai 1408, fait pendre ou aveugler les prisonniers qu'il détient.
Dans ses difficultés, Jean de Bavière sollicite l'aide de sa famille et l'obtient d'autant plus facilement que le principal intéressé, Jean sans Peur, duc de Bourgogne et comte de Flandre, rêve d'asseoir sa domination sur la région.

## Avant la bataille
Le 22 septembre, les armées de Bourgogne et de Hainaut font leur jonction à Montenaken, à 50 km de Maastricht. Les révoltés cessent le siège de Maastricht et retournent dans leurs villes respectives, sauf les habitants de Huy qui passent par Liège. Henri de Hornes est conscient de la faiblesse de ses troupes par rapport aux soldats de métier réunis par Jean sans Peur et ses alliés. Il propose donc de répartir son armée dans les bourgs de la région afin de mener une guerre d'usure à l'armée bourguignonne. Les Hait-droits refusent et l'obligent à se porter au-devant des assaillants. Henri de Hornes envisage alors d'attaquer immédiatement l'avant-garde de Guillaume de Hainaut qu'il sait éloignée du gros de l'armée de Jean sans Peur. Ce dernier prend conscience de la situation, grâce à ses espions, et rassemble ses troupes.

## Disposition des armées avant la bataille
Les Liégeois prennent position sur une petite colline rapidement aménagée de défenses. Ils disposent essentiellement d'hommes de pied, de quelques centaines de cavaliers et d'une centaine d'archers anglais,. Au centre, se trouve le gonfanon de Saint Lambert, censé protéger les troupes, avec le jeune comte Henri de Salm,. Les meilleurs troupes liégeoises sont placées en avant et celles moins expérimentées en arrière, protégées par un rempart de chariots. En face s'aligne la fine fleur de la chevalerie de Flandre, de Hainaut, de Brabant et de Bourgogne. Jean sans Peur détache un millier d'hommes de pied et 400 cavaliers, sous les ordres de Jean de Croÿ, du seigneur de Heilly et d'Enguerrand de Bournonville, qui sont mis en réserve pour attaquer par le flanc une fois le combat engagé.

## La bataille

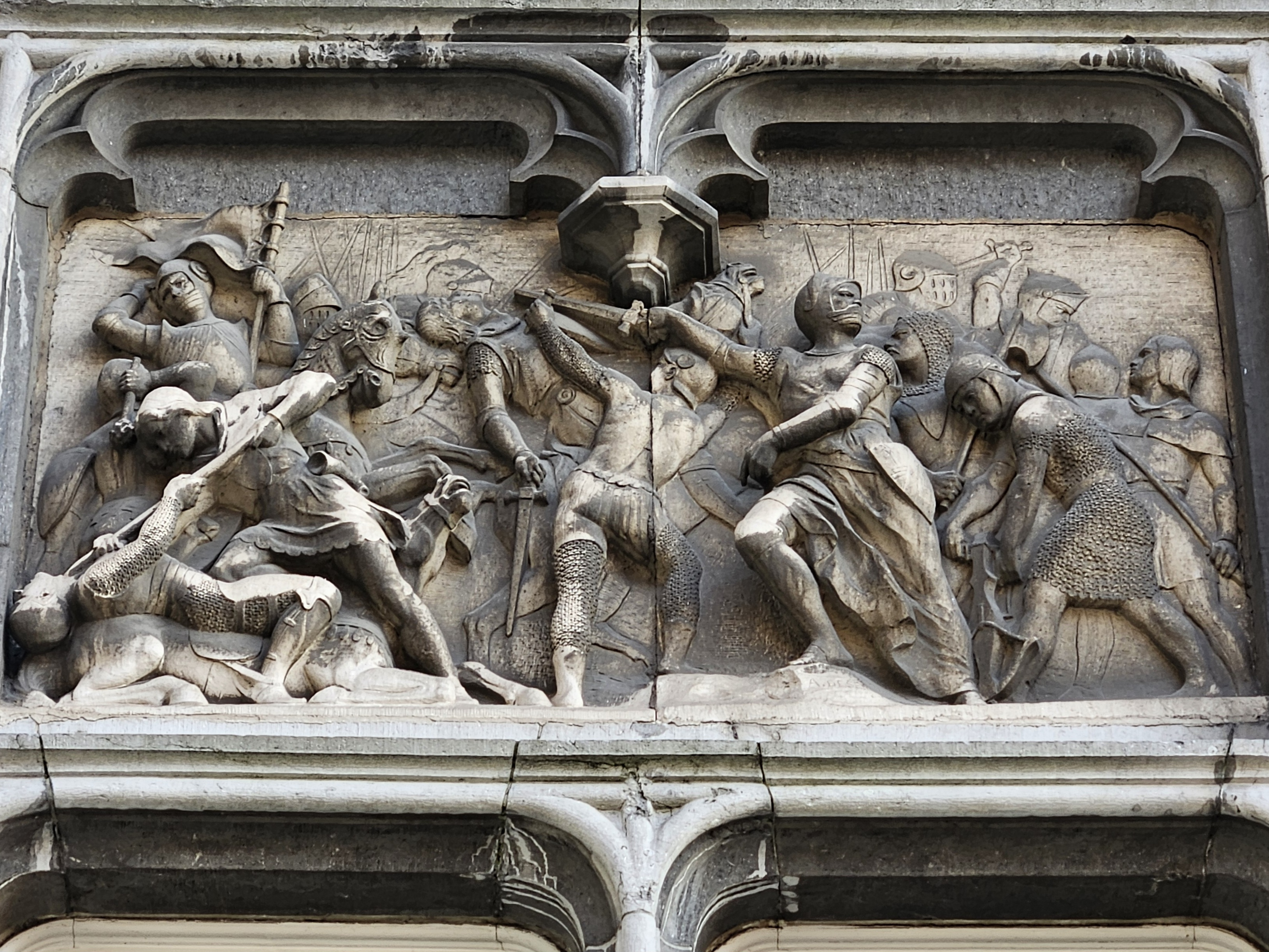
Représentation de la bataille d'Othée sur la façade palais provincial de Liège

Henri de Perwez souhaite aller repousser la réserve bourguignonne avec ses 700 cavaliers mais sa proposition est refusée par les Liégeois qui s'imaginent que leur chef veut les abandonner. Il rejoint donc avec les autres nobles la première ligne de la masse des troupes rebelles. La charge bourguignonne est lancée à pieds sous les tirs d'artillerie liégeois. Les nobles rebelles portent leurs efforts en direction de la bannière du duc. Le choc des deux armées est brutal et nul ne peut prétendre en connaître l'issue jusqu'à l'attaque de l'arrière-garde liégeoise par la réserve bourguignonne, qui désorganise les troupes rebelles en les serrant de toutes parts, si bien que beaucoup périssent étouffés. 2 000 Tongrois menés par Jean de Hornes, l'autre fils de Henri de Hornes, viennent participer à la bataille qu'ils pensent à tort gagnée et subissent de lourdes pertes (environ 300 morts ou prisonniers). Les Liégeois sont massacrés sur place, sur les ordres de Jean sans Peur qui avait interdit qu'on fît grâce à aucun prisonnier. Henri et Thierry de Hornes, de même que les principaux nobles de l'armée liégeoise périssent dans la bataille. Jean de Hornes parvient à se retirer après la bataille.

## Conséquences
La victoire de l'armée de Jean sans Peur est suivie d'une répression féroce. Outre les pertes sur le champ de bataille, Jean III, arrivé le lendemain de Maastricht, fait supplicier et exécuter les Hait-droits, les prêtres qui ont soutenu Thierry de Hornes, ainsi que les familles des nobles rebelles, dont la veuve d'Henri de Hornes. Il en gagna le surnom de Jean sans Pitié,.
Toutes les chartes, franchises et libertés accordées à la cité de Liège furent à nouveau examinées par le prince-évêque, qui choisit lesquelles seraient rendues à la ville. Les notables de la ville (baillis, prévôts, maires) sont désormais nommés par l'évêque. La cité doit payer une amende estimée à 220 000 écus.